# Engomèr
En Gomèr (en francès Angoumé) és un municipi francès situat al departament de les Landes i a la regió de la Nova Aquitània.

## Demografia
| 1962                                       | 1968 | 1975 | 1982 | 1990 | 1999 | 2007 |
| ------------------------------------------ | ---- | ---- | ---- | ---- | ---- | ---- |
| 138                                        | 136  | 111  | 118  | 103  | 179  | 235  |
| Des de 1962: població sense dobles comptes |      |      |      |      |      |      |

## Administració
| Període   | Identitat               | Partit |
| --------- | ----------------------- | ------ |
| 1934-1944 | René de Casterá         |        |
| 1944-1959 | Pierre Campuzan         |        |
| 1959-1971 | Lucien Castagnet        |        |
| 1971-1989 | Claude Lesage           |        |
| 1989-2001 | Jean-Noël Saint-Germain |        |
| 2001-     | Véronique Audouy        |        |